# 北海道済生会小樽病院

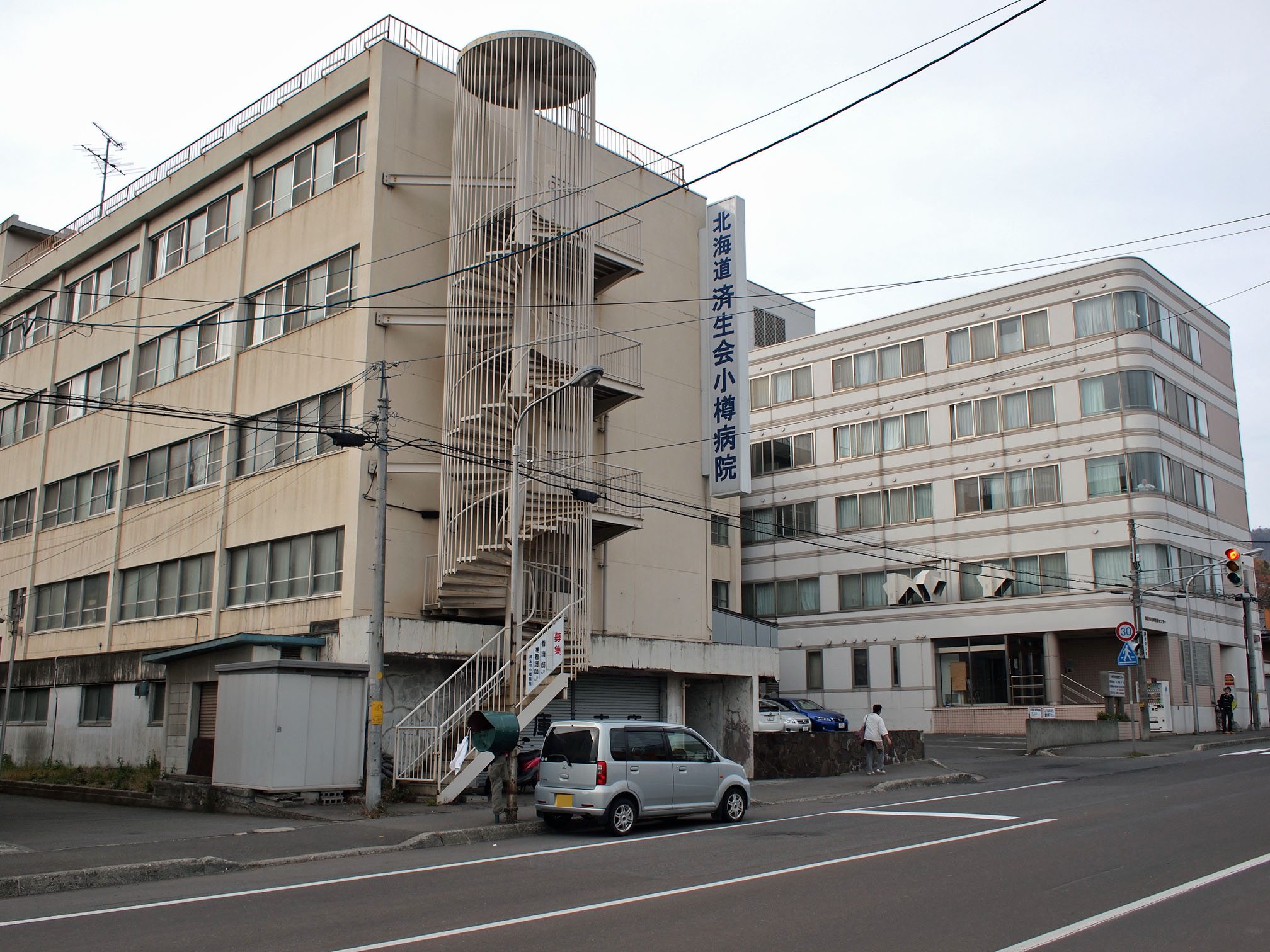
かつての済生会小樽病院

北海道済生会小樽病院（ほっかいどうさいせいかいおたるびょういん）は、北海道小樽市築港にある恩賜財団済生会が運営する病院。

## 沿革
「2014年度（平成26年度）年報」参照
- 1924年（大正13年）、市内手宮に済生会小樽診療所開設。
- 1952年（昭和27年）、北海道済生会小樽北生病院開院（診療科目は内科、小児科、外科、産婦人科、眼科）。
- 1955年（昭和30年）、増床。准看護婦養成所併設。
- 1957年（昭和32年）、病棟・管理棟増改築（33年棟）。
- 1961年（昭和36年）、整形外科開設。
- 1965年（昭和40年）、病棟・管理棟増改築（南棟）。
- 1966年（昭和41年）、皮膚科・泌尿器科開設。
- 1973年（昭和48年）、乳児保育所併設。
- 1976年（昭和51年）、増床。耳鼻咽喉科開設。
- 1980年（昭和55年）、人工透析開始。
- 1981年（昭和56年）、結核病棟廃止。
- 1983年（昭和58年）、増床。
- 1984年（昭和59年）、病棟・管理棟増改築（北棟）。
- 1990年（平成02年）、看護師宿舎増改築。
- 1993年（平成05年）、病棟・管理棟増改築（中央棟）。
- 1994年（平成06年）、麻酔科増設。
- 1998年（平成10年）、循環器内科開設、小児科廃止。
- 2001年（平成13年）、一部療養病床へ転換。
- 2002年（平成14年）、北海道済生会小樽病院と改称。
- 2003年（平成15年）、准看護師養成所閉校。皮膚科廃止。
- 2004年（平成16年）、神経内科開設。
- 2005年（平成17年）、産婦人科・眼科廃止。
- 2008年（平成20年）、療養病床から回復期リハビリテーション病棟へ変更[2]。
- 2013年（平成25年）、市内築港に新築移転[3]。婦人科（女性診療科）開設。
- 2014年（平成26年）、指定居宅介護支援事業所はまなす併設。地域包括ケア病棟開設。
- 2015年（平成27年）、小樽市南部地域包括支援センター事業開始。

## 機関指定等

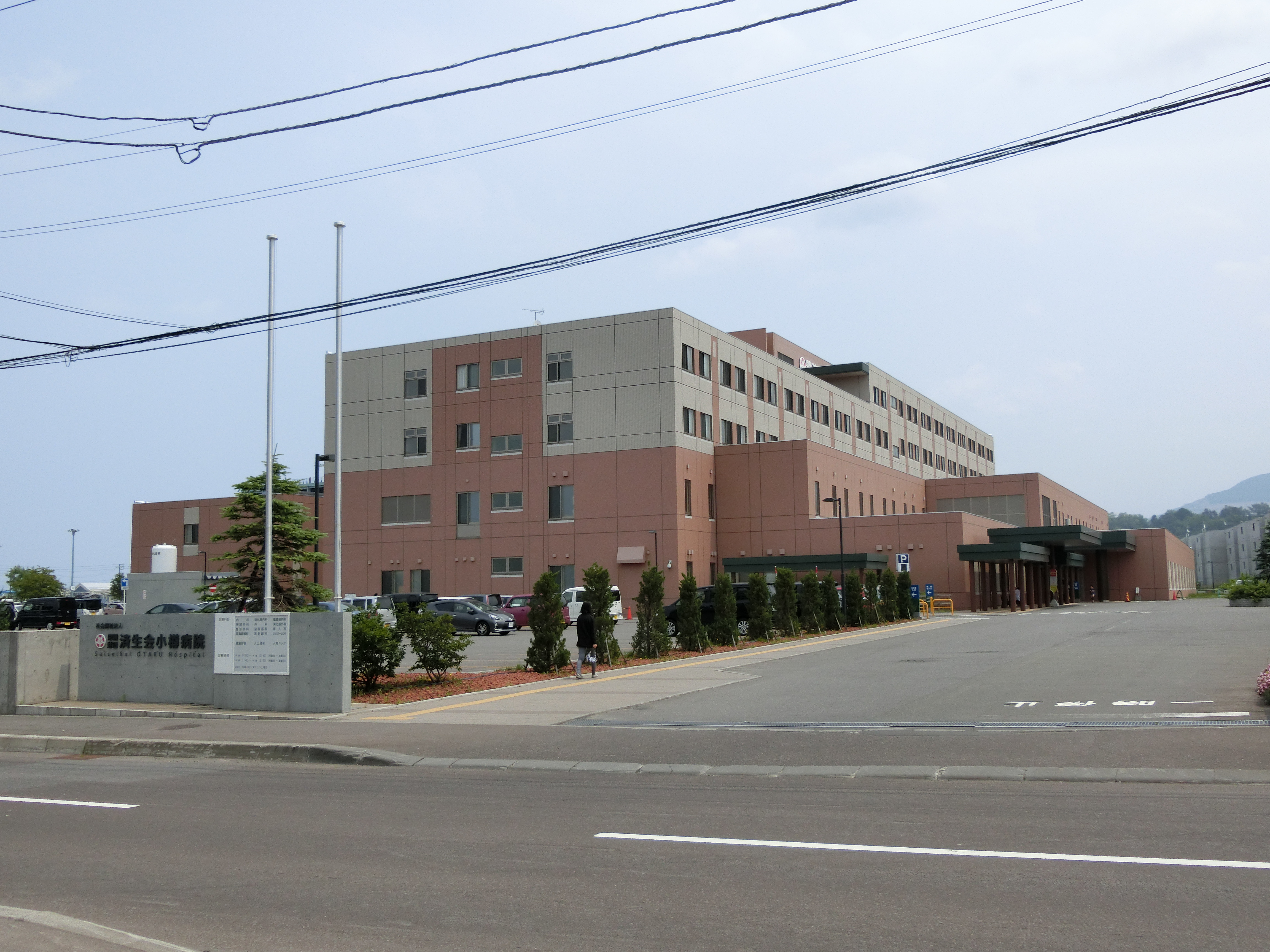
病院の門

| 保険医療機関                           | 救急告示医療機関                         |
| 労災保険指定医療機関                   | 指定自立支援医療機関（更生医療）         |
| 生活保護法指定医療機関                 | 特定疾患治療研究事業委託医療機関         |
| 原子爆弾被害者一般疾病医療取扱医療機関 | 母体保護法指定医の配置されている医療機関 |

- 救急告示病院（二次救急）[4]

## 診療科等
診療科
内科
消化器内科
循環器内科
神経内科
外科
消化器外科
整形外科
泌尿器科
耳鼻咽喉科
婦人科（女性診療科）
リハビリテーション科
健康診断科
放射線科
医療センター
手・肘センター
関節外科センター
脊椎・腰痛センター
透析センター
専門外来
手・肘専門外来
スポーツ専門外来
肩専門外来
骨粗鬆症外来
人工関節外来
慢性腰痛外来
ヘルニア専門外来
肛門疾患専門外来
栄養サポート専門外来
乳腺専門外来
睡眠時無呼吸外来
内分泌専門外来
甲状腺外来

## 施設認定
| 日本内科学会教育関連施設                  | 日本消化器内視鏡学会指導施設                                                            |
| 日本消化器病学会認定医施設                | 日本神経学会教育関連施設                                                                |
| 日本甲状腺学会認定専門医施設              | 日本外科学会外科専門医制度修練施設                                                      |
| 日本整形外科学会専門医研修施設            | 日本手外科学会基幹研修施設                                                              |
| 日本泌尿器科学会専門医教育施設            | 日本がん治療認定医機構認定研修施設                                                      |
| 日本静脈経腸栄養学会（JSPEN）NST稼動施設  | 日本静脈経腸栄養学会（JSPEN）栄養サポートチーム専門療法士認定規則・実施修練認定教育施設 |
| 日本栄養療法推進協議会（JCNT）NST稼働施設 | 日本麻酔科学会麻酔科認定病院                                                            |

- 公益財団法人日本医療機能評価機構認定病院[5]

## 関連施設
- 看護師寮
- 保育所
- 小樽老人保健施設はまなす
- 北海道済生会西小樽病院（小樽市長橋） - 2020年閉院。

## 交通アクセス・駐車場
旧済生会小樽病院があった手宮・梅ヶ枝・高島方面と桜・望洋・新光・朝里方面への送迎バスを運行している
- 北海道旅客鉄道（JR北海道）小樽築港駅から徒歩約10分
- 北海道中央バス（おたもい営業所）「済生会小樽病院」バス停下車
- 札樽自動車道小樽IC下車
- 駐車場147台